# Данська Індія
Данська Індія (дан. Dansk Ostindien) — колоніальні володіння Данії (Данія-Норвегія до 1813 року) в Індії, яка є частиною данської колоніальної імперії. Данія-Норвегія володіла колоніальними володіннями в Індії понад 200 років, включно з містом Транкбар у сучасному штаті Тамілнад, Серампор в сучасній Західній Бенгалії і Нікобарські острови, які в даний час є частиною індійської союзної території Андаманські і Нікобарські острови. Данська присутність в Індії не мала великого значення для основних європейських держав, оскільки вони не представляли ні військову, ні економічну загрозу. Дансько-норвезькі підприємства в Індії, як і всюди, як правило, були недостатньо капіталізовані і ніколи не могли домінувати або монополізувати торгові маршрути на відміну від компаній Португалії, Нідерландів та Великої Британії.
Проте, не дивлячись на всі труднощі, їм вдалося чіплятися за свої колоніальні володіння і час від часу займати цінну нішу в міжнародній торгівлі, використовуючи війни між більшими країнами і пропонуючи зовнішню торгівлю під нейтральним прапором. З цієї причини їх присутність терпиме протягом багатьох років, поки зростання британської військово-морської влади не призвело до окупації і примусового продажу голландських холдингів в дев'ятнадцятому столітті, ключовими датами були 1839, 1845 і 1868 роки.

## Історія
Успіх голландських і англійських торговців в торгівлі прянощами в XVII столітті був джерелом заздрості серед данських і норвезьких торговців. 17 березня 1616 року Крістіан IV, король Данії-Норвегії, випустив чарт, який створив Данську Ост-Індської компанію з монополією на торгівлю між Данією-Норвегією і Азією протягом 12 років. Пройде ще два роки, перш ніж буде виділено достатній капітал для фінансування експедиції, можливо, через недовіру з боку данських інвесторів. У 1618 році прибув голландський торговець і колоніальний адміністратор Марчеліс де Бошоувер, щоб дати імпульс для першого рейсу. Марселіс прибув в якості посланника (або, принаймні, стверджував це) від імператора Цейлону, Кенерата Адасіна, шукаючи військову допомогу проти португальців і обіцяючи монополію на всю торгівлю з островом. Його апеляція була відхилена його співвітчизниками, але він переконав данського короля.

### Перша експедиція (1618-1620)
Перша експедиція відпливла в 1618 році під командуванням адмірала Ове Ґедде, за два роки діставшись до Цейлону і втративши більше половини своєї команди по дорозі. Після прибуття в травні 1620 року вони виявили, що Імператор більше не бажає іноземної допомоги — уклавши мирну угоду з португальцями три роки тому. І, до жаху адмірала, Імператор був єдиним або навіть «найвидатнішим королем на цій землі». Не отримавши підтвердження на дансько-норвезько-цейлонський контракт, члени експедиції ненадовго зайняли храм Koneswaram, перш ніж отримати слово від свого торгового директора Роберта Краппе.
Краппе проплив на розвідувальному вантажному судні Ересунд за місяць до основного флоту. Ересунд зіткнувся з португальським флотом біля узбережжя Караккала і був потоплений, причому більша частина екіпажу була вбита або взята в полон. Глави двох членів екіпажу були поміщені на шипи на пляжі в якості попередження для дано-норвежцям. Краппе і 13 членів екіпажу втекли з корабля, діставшись до берега, де вони були захоплені індіанцями і доставлені в Наяк Танджор (тепер Танджавур в Тамілнаді). Наяк виявився зацікавленим в торгових можливостях, і Краппе домовився про укладення договору, що дає їм село Транкбар (або Тарангамабаді), право на будівництво «кам'яного будинку» (Форт Дансборг) і дозвіл збирати податки. Це було підписано 20 листопада 1620 року.

### Ранні роки (1621-1639)
Ранні роки колонії були важкими, з поганим адмініструванням і інвестиціями в поєднанні з втратою майже двох третин всіх торгових суден, відправлених з Данії. Кораблі, які дійсно поверталися, отримували прибуток від свого вантажу, але загальна віддача значно скоротилася через витрати на підприємство. Більш того, географічне положення колонії було вразливим для високих припливних хвиль, які неодноразово руйнували те, що люди будували — дороги, будинки, адміністративні будівлі, ринки і т. д.  Хоча метою було створити альтернативу англійським і голландським трейдерам, важкий фінансовий стан компанії і перенаправлення національних ресурсів на Тридцятирічну війну змусили колонію відмовитися від зусиль з торгівлі безпосередньо для себе і, замість цього, стати нейтральними сторонніми перевізниками для товарів в Бенгальській затоці.
До 1625 року в Масуліпатнаме (нині Крішнайский район Андхра-Прадеш) був створений завод, який є найважливішим торговим центром в регіоні.У Піплі і Баласорі були створені більш дрібні торгові офіси. Незважаючи на це, до 1627 році колонія знаходилася в такому поганому фінансовому стані, що у неї залишилося всього три корабля, і вона не змогла оплатити узгоджену данину Наяку, збільшивши місцеву напруженість. Данська присутність також була небажаною для англійських і голландських торговців, які вважали, що вони діють під захистом своїх військово-морських сил без будь-яких затрат. Незважаючи на це, вони не змогли придушити данську торгівлю через дипломатичні наслідки, пов'язані з участю цих країн в європейських війнах.
- 1640 — Данці вдруге намагаються продати Форт Дансборг голландцям.
- 1642 — Данська колонія оголошує війну імперії Моголів і починає набіги на кораблі в Бенгальській затоці. Через кілька місяців вони захопили один з кораблів імператора Моголу, включили його в свій флот (перейменували в Бенгальську премію) і продали товари в Транкбар за значну суму.
- 1643 — Віллем Лейел, призначений новим лідером колонії директорами компанії в Копенгагені, прибуває на борті Christianshavn. Голландія і Швеція оголошують війну Данії.
- 1645 — Данські заводські господарства все більше потрапляють під контроль Голландії. Наяк відправляє маленькі групи для нападу на Транкбар.
- 1648 — Крістіан IV, покровитель колонії, помирає. Данська Ост-Індійська компанія збанкрутувала.

### Занепад і ізоляція (1650–1669)
Відсутність фінансової прибутковості призвело до неодноразових зусиль великих акціонерів до розпуску компанії. Король, Крістіан IV, протистояв цим зусиллям до своєї смерті в 1648 році. Через два роки його син, Фрідріх II, скасував компанію.
Хоча компанія була скасована, колонія була королівською власністю і все ще утримувалась гарнізоном, який не підозрював про події в Данії. Оскільки значне число данців відмовилось через хвороби бути в гарнізоні, португальці і португальско-індійські туземці, наняті для гарнізону форту до кінця, до 1655 року Ескільд Андерсон Конгсбакке був командиром і єдиним данцем в Транкбарі.
Неграмотний простолюдин, Конгсбакке був вірний своїй країні і успішно тримав форт під Данським прапором з послідовними осадами Наяку за несплату данини, вилучаючи кораблі в Бенгальській затоці. Використовуючи виручку від продажу своїх товарів, щоб відремонтувати його оборону, він побудував стіну навколо міста та узгодив поселення з "Наяком".
Звіти Конгсбакке, відправлені в Данію через інші європейські кораблі, нарешті переконали данський уряд звільнити його. Фрегат Ферьо був відправлений до Індії під командуванням капітана Сівардта Аделаера з офіційним підтвердженням його призначення в якості керівника колонії. Він прибув в травні 1669 року — закінчив 29 років ізоляції.

### Друга Данська Ост-Індійська компанія (1670–1772)
Відновилася торгівля між Данією і Транкбаром, була створена нова Данська Ост-Індська компанія, було створено кілька нових комерційних заставок, якими керували з Транкбера: Оддівей Тор на узбережжі Малабар в 1696 році і Даннмаркнагор в Гондалпарі, на південний схід від Чандернагора в 1698 році. Урегулювання з Наяком було підтверджено, і Транкбар було дозволено розширити, включив до нього три сусідні села.
- 9 червня 1706 року — король Данії-Норвегії Фрідріх IV відправляє двох данських місіонерів в Індію, Генріха Плютшау і Бартоломея Зігенбалга — перших протестантських (лютеранських) місіонерів в Індії. Раніше священники не намагались поширювати християнство серед місцевого населення, і індуси відмовились в перехід в європейську церкву. Прибувши в 1707 році, їх не вітали їхні співвітчизники, котрі запідозрили їх в шпигунстві.[15]
- Зігенбалг отримує обернених індійців, які за королівським указом звільняються, щоб заохочувати християнізацію серед індіанців. Християнство асоціюється з нижчими кастами і відкидається вищими кастами індусів. Ця неперевірена історія необхідна для поширення обману і інкультурації корінних народів в християнство.
- Напруженість виникає між Зігенбалгом, який потрапив під владу короля, і місцевим губернатором Джоном Сигізмундом Хассі, який зрештою відчув, що Зігенбалг підривав работоргівлю Транкбара і посадив його у в'язницю на 4 місяці.
- Зігенбалг намагається якомога краще дізнатися мову жителів Транкбара, наймає вчителів, вивчає португальську і тамільську мови, а також купує індуїстські тексти. Він знаходить способи створити розколи в місцевому суспільстві з небагатьма новими оберненими в християнство. Врешті-решт він пише перший тамільська глосарій, тамільська-німецький словник і переклади індуїстських книг. Він переводить частини Біблії на тамільську мову. Він завершує Новий Завіт у в'язниці і Старий Завіт згодом. Отримуючи кошти з Європи, він створює друкарський верстат і друкує тамільську Біблію і книги. Він став першим книжковим друкарем в Індії і випустив папір. Він заснував семінарію для індійських священників в Транкбарі до його смерті в Транкбарі 1719 року.
- Ця місія призводить до того, що місіонери поширюються за межами колонії, незважаючи на опір королів Транкбару. Місія процвітає в створенні розколів і розколів в місцевому суспільстві. Місцеве населення потрапляє в обман, таким чином, маючи на меті інкультурацію.
- 1729 — Данський король змушує Данську Ост-Індську компанію позичити йому гроші. Його нездатність погасити кредит і неузгодженість індійських торгових сил ліквідують компанію.

### Торгівля стабілізується під Данською Азійською компанією (1732-1772)

Вид на данську колонію Транкбар з фортецею Дансборг на південному сході Індії, 1658.

- 12 квітня 1732 р. — король Крістіан VI підписав статут нової азійської компанії з 40-річною монополією на азійську торгівлю з Індією та Китаєм. Обидві попередні компанії зазнали невдачі через відсутність безперервності у торгівлі. Цього разу наміром інвесторів було "поставити цю азійську торгівлю нашими краями та територіями на більш стабільну основу в майбутньому".[16]
- 1730-ті рр. — стабільність китайської та індійської торгівлі Данії, причому вантаж з Індії переважав бавовняні тканини з берега Коромандел і Бенгалії.
- 1752 — 1791 Калікут.
- Листопад 1754 — У Транкбарі на зустрічі представників Данії прийнято рішення про колонізацію Андаманських та Нікобарських островів, щоб висадити перець, корицю, цукровий очерет, каву та бавовну.
- Грудень 1755 — Данські поселенці прибувають на Андаманські острови. У колонії виникають спалахи малярії, які періодично вщухали до 1848 року, коли малярії позбулися повністю. Ця спорадична окупація призвела до посягань інших колоніальних держав на острови, включаючи Австрію та Британію.[17]
- Жовтень 1755 — Фредерікснагор у Серампорі, в сучасній Західній Бенгалії.
- 1 січня 1756 р. — Нікобарські острови оголошені данською власністю під назвою Фредерікшорне (острови Фрідріха).
- 1756-1760 рр. — Всі колонізаційні зусилля на островах зазнають невдачі з переселенцями, яких знищила малярія. Данські претензії на острови були пізніше продані британцям.
- 1763 — Баласора (вже окупована 1636-1643).

### Золоте століття Данської Індії (1772-1807)
Данська торгівля значно зросла за ці десятиліття завдяки трьом ключовим факторам:
- - Втрата монополії данської азійської компанії на торгівлю з Індією в 1772 році, відкрила торгівлю для всіх данських купців. Адміністрація Транкбара, Серампоре та фабрик у Бенгалії на узбережжі Малабар була взята Короною в 1777 році. Це звільнило компанію від колоніальних витрат, але не змінило умов торгівлі з Індією, залишивши її у більш ефективному фінансовому становищі.
  - Зростання як міжнародної торгівлі, так і зростання війни між торговельними країнами Англії, Франції та Голландії. Це означало, що під час цих воєн торгівля ворогуючих націй була б здійснена такими нейтральними країнами, як Данія, щоб уникнути захоплення ворогуючими сторонами.
  - Розширення британської Ост-Індійської компанії, особливо після битви під Плессі в 1757 році. Після цієї перемоги багато співробітників компанії придбали величезну приватну долю за рахунок самої компанії. Як компанія, так і уряд Великої Британії доклали значних зусиль, щоб запобігти тому, щоб ці багатства поверталися до Англії на британських судах, що призвело до масового відмивання французькими, голландськими та данськими конкурентами. Це влило величезні капітали в данську торгівлю протягом 1770-х років. Вартість торгівлі, однак, залишалася надзвичайно нестабільною.
- У 1777 році вона була передана уряду зафрахтованою компанією і стала данською коронною колонією.
- У 1789 році Андаманські острови стали британським володінням.
- 1799 р. — суперечка між Данією та Британією про права нейтральної держави на здійснення торгівлі з іноземними колоніями, до яких вона, як правило, не мала доступу в мирний час. По суті, Британія намагалася перешкодити Данії здійснювати торгівлю країн, з якими Англія перебувала в війні. У той час Данія змогла заробити непомірні прибутки від придбання колоніальних виробів з французьких і голландських володінь в Індійському океані та вивозити їх на європейський ринок через Копенгаген.

### Наполеонівські війни і занепад
Під час наполеонівських війн Данія та Норвегія практикували політику збройного нейтралітету під час перевезення французьких та голландських товарів з голландської Східної Індії до Копенгагену. Це спричинило Англійські Війни, під час яких Англія знищила Данський флот, спустошила Індійську торгівлю Данської Ост-Індійської компанії і окупувала Дансборг і Фредерікснагор з 1801 по 1802 р. І знову ж таки з 1808 по 1815 рр.
Данські колонії занепали, і англійці зрештою захопили їх, зробивши їх частиною британської Індії: Семапор був проданий британцям у 1839 р., А Транкбар і більшість другорядних населених пунктів в 1845 р. (11 жовтня 1845 р. Продано Фредерікснагор), 7 листопада 1845 р. інші континентальні данські індійські поселення продані); 16 жовтня 1868 р. всі данські права на Нікобарські острови, які з 1848 р. були поступово відкинуті, були продані Великій Британії.

## Спадщина
Після того, як данська колонія Транкбар була передана англійцям, вона втратила свій особливий статус торгівлі та передала його адміністративну роль Нагапаттінам. Місто швидко скорочувалося в значенні, хоча розширення британців у Південну Індію призвело до того, що Транкбар став центром місіонерської діяльності на деякий час і місцем, особливо відомим для тренувань місцевих священників. До кінця 19 століття місія, створена Зігенбалгом, функціонувала цілком самостійно і сьогодні живе як Євангельсько-Лютеранська церква Тамілу.

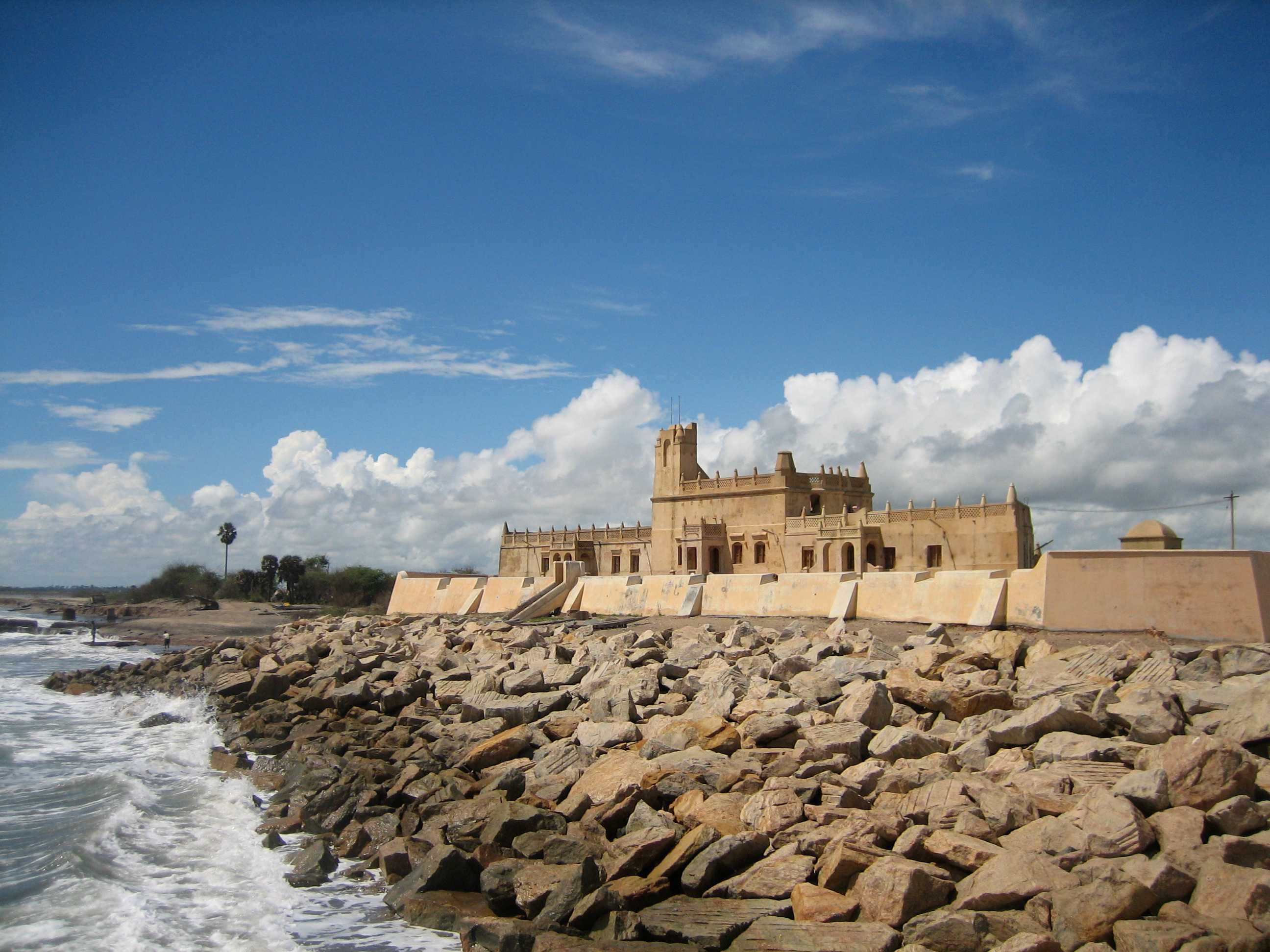
Форт Дансборг в Транкбарі був заснований в 1620 році.

Сьогодні в першу чергу рибальське село, спадщина дансько-норвезької колоніальної присутності є цілком локальною, але її можна побачити в архітектурі маленького містечка, що лежить в межах старих міських стін. Справді, журналіст Сем Міллер описує місто як найвідоміший європейський образ колишніх колоніальних поселень
Хоча лише невелика кількість колоніальних будинків, безумовно, датована данської епохи, багато житлових будинків міста мають класичні стилі, які не відрізнятимуться від епох, що сприятиме історичній атмосфері. Інші данські будівлі включають в себе ворота, написані з данською королівською печаткою, кількома колоніальними бунгало, двома церквами та головним чином фортом Дансборг, побудованим у 1620 році. Фортеця Дансборг була оголошено як пам'ятник, який захищається урядом Тамілнаду в 1977 році. Зараз знаходиться музей, присвячений данцям в Індії.
Немає даних про нащадків данських поселенців у місті або навколо нього. Починаючи з 2001 року, данці активно залучають добровольців та урядові установи для купівлі та відновлення данських колоніальних будинків у Транкбері. Церква Св. Олава все ще стоїть в Серампорі.

## Примітка
1. ↑  Rasmussen, Peter Ravn (1996). Tranquebar: The Danish East India Company 1616–1669. University of Copenhagen. Архів оригіналу за 2 лютого 2014. Процитовано 9 березня 2018.
2. ↑  Felbæk, Ole (1990). Den danske Asienhandel 1616–1807: Værdi og Volumen. с. 320—324.
3. ↑  Magdalena, Naum; Nordin, Jonas, ред. (2013). Scandinavian Colonialism and the Rise of Modernity. Contributions To Global Historical Archaeology. Т. 37. Springer. с. 8. ISBN 978-1-4614-6201-9 — через SpringerLink. Denmark and particularly Sweden struggled with upholding overseas colonies and recruiting settlers and staff willing to relocate.
4. ↑  Bredscdorff, Asta (2009). The Trials and Travels of Willem Leyel: An Account of the Danish East India Company in TRanquebar, 1639–49. Copenhagen: Museum Tusculuanum Press. с. 10. ISBN 978-87-635-3023-1. In 1616 Danish merchants began to speculate on how they might get a share of some of the huge profits to be made out of the East India trade.
5. ↑  The Coromandel Trade of the Danish East India Company, 1618–1649. Scandinavian Economic History Review. 37 (1): 43—44. 1989.
6. ↑  Esther Fihl (2009). "Shipwrecked on the Coromandel:cThe first Indo–Danish contact, 1620". Review of Development and Change 14 (1&2): 19–40
7. ↑  Larsen, Kay (1907). Volume 1 of Dansk-Ostindiske Koloniers historie: Trankebar. Jørgensen. с. 167—169.
8. ↑  Bredsdorff, Asta (2009). The Trials and Travels of Willem Leyel: An Account of the Danish East India Company in Tranquebar, 1639–48. Museum Tusculanum Press. с. 13. ISBN 978-87-635-3023-1.
9. ↑  Of the 18 ships that departed from Denmark between 1622 and 1637, only 7 returned. Kay Larsen: Trankebar, op.cit., p.30-31.
10. ↑  Brdsgaard, Kjeld Erik (2001). China and Denmark: Relations Since 1674. NIAS Press. с. 9—11. ISBN 978-87-87062-71-8.
11. ↑  Jeyaraj, Daniel (2006). Trancquebar Colony: Indo-Danish Settlement. Bartholomus Ziegenbalg, the Father of Modern Protestant Mission: An Indian Assessment. ISPCK. с. 10—27. ISBN 978-81-7214-920-8. Архів оригіналу за 28 травня 2016. Процитовано 9 березня 2018.
12. ↑  Lach, Donald (1993). Trade, missions, literature, Volume 3. University of Chicago Press. с. 92. ISBN 978-0-226-46753-5. Архів оригіналу за 17 травня 2016. Процитовано 9 березня 2018.
13. ↑  Feldbæk, Ole (1981). The Organization and Structure of the Danish East India, West India and Guinea Companies in the 17th and 18th Centuries. Leiden University Press. с. 140.
14. ↑  Feldboek, Ole (1991). The Danish Asia trade 1620–1807. Scandinavian Economic History Review. 39 (1): 3—27.
15. ↑  Sharma, Suresh K. (2004). Leiden University Press. Mittal Publications. ISBN 978-81-7099-959-1. Архів оригіналу за 17 травня 2016. Процитовано 9 березня 2018.
16. ↑  Feldbæk, O (1986). Danske handelskompagnier 1616–1843. Oktrojer og interne ledelsesregler: 91—92.
17. ↑  Kukreja, Dhiraj (1 вересня 2013). Andaman and Nicobar Islands: A Security Challenge for India. Indian Defence Review. Архів оригіналу за 7 листопада 2017.
18. ↑  Grønseth, Kristian (2007). "A Little Piece of Denmark in India", The Space and Places of a South Indian Town, and The Narratives of Its Peoples. Norway: University of Oslo. с. 4. After becoming part of British India Tranquebar (renamed by the British) lost its special trade privileges and rapidly dwindled in importance. Today it is mainly a fishing village surrounding a small town with historical buildings and ruins from the Danish era.
19. ↑  Grønseth, Kristian (2007). "A Little Piece of Denmark in India", The Space and Places of a South Indian Town, and the Narratives of Its Peoples. Norway: University of Oslo. с. 10. Tranquebar is different from Tarangambadi in almost every detail: Architecturally it resembles a European colony more than an Indian fishing village, the population is demographically different (the majority inside the city walls are Christian, and no fishermen live here) and the soundscape is less Indian than museum-like: Compared to Main Street a couple of hundred meters away, King Street is nearly silent.